# Sobralia
Sobralia – rodzaj roślin z rodziny storczykowatych (Orchidaceae). Obejmuje 172 gatunki oraz 1 hybrydę występujące w Ameryce Środkowej i Południowej w takich krajach i regionach jak: Belize, Boliwia, Brazylia, Kolumbia, Kostaryka, Ekwador, Salwador, Gujana Francuska, Gwatemala, Gujana, Honduras, Meksyk, Nikaragua, Panama, Peru, Surinam, Wenezuela.

## Systematyka
Rodzaj sklasyfikowany do plemienia Sobralieae, podrodzina epidendronowe (Epidendroideae), rodzina storczykowate (Orchidaceae), rząd szparagowce (Asparagales) w obrębie roślin jednoliściennych.
Wykaz gatunków
- Sobralia abadiorum Szlach., Dudek & Ric.Fernández
- Sobralia abel-arayae Dressler, Mel.Fernández & Pupulin
- Sobralia agnieszkae Baranow
- Sobralia allenii L.O.Williams
- Sobralia altissima D.E.Benn. & Christenson
- Sobralia amabilis (Rchb.f.) L.O.Williams
- Sobralia anceps Schltr.
- Sobralia andreae Dressler
- Sobralia antioquiensis Schltr.
- Sobralia arevaloi Baranow & Szlach.
- Sobralia aspera Dressler & Pupulin
- Sobralia atropubescens Ames & C.Schweinf.
- Sobralia augusta Hoehne
- Sobralia bella Archila
- Sobralia biflora Ruiz & Pav.
- Sobralia bimaculata Garay
- Sobralia blancoi Dressler & Pupulin
- Sobralia bletiae Rchb.f.
- Sobralia boliviensis Schltr.
- Sobralia calliantha D.E.Benn. & Christenson
- Sobralia callosa L.O.Williams
- Sobralia caloglossa Schltr.
- Sobralia candida (Poepp. & Endl.) Rchb.f.
- Sobralia carazoi C.H.Lank. & Ames
- Sobralia cardosoi Campacci & J.B.F.Silva
- Sobralia cattleya Rchb.f.
- Sobralia chatoensis A.H.Heller & A.D.Hawkes
- Sobralia chrysantha Lindl.
- Sobralia chrysoleuca Rchb.f.
- Sobralia chrysostoma Dressler
- Sobralia ciliata (C.Presl) C.Schweinf. ex Foldats
- Sobralia citrea Dressler
- Sobralia cobanensis Archila
- Sobralia crispissima Dressler
- Sobralia crocea (Poepp. & Endl.) Rchb.f.
- Sobralia danjanzenii Dressler & Pupulin
- Sobralia dariensis Kolan.
- Sobralia decora Bateman
- Sobralia densifoliata Schltr.
- Sobralia dichotoma Ruiz & Pav.
- Sobralia dissimilis Dressler
- Sobralia dorbignyana Rchb.f.
- Sobralia doremiliae Dressler
- Sobralia ecuadorana Dodson
- Sobralia elisabethae R.H.Schomb.
- Sobralia exigua Dressler
- Sobralia exilis Schltr.
- Sobralia fenzliana Rchb.f.
- Sobralia fimbriata Poepp. & Endl.
- Sobralia flava Baranow & Szlach.
- Sobralia fragilis Dressler & Bogarín
- Sobralia fragrans Lindl.
- Sobralia fruticetorum Schltr.
- Sobralia fugax Baranow & Dudek
- Sobralia galeottiana A.Rich.
- Sobralia geminata Dressler & Bogarín
- Sobralia gentryi Dodson
- Sobralia gloriana Dressler
- Sobralia gloriosa Rchb.f.
- Sobralia gnoma Archila, Chiron & Szlach.
- Sobralia granitica G.A.Romero & Carnevali
- Sobralia hagsateri Dodson
- Sobralia hawkesii A.H.Heller
- Sobralia helleri A.D.Hawkes
- Sobralia herzogii Schltr.
- Sobralia hirta D.E.Benn. & Christenson
- Sobralia hirtzii Dodson
- Sobralia hoppii Schltr.
- Sobralia imavieirae Campacci & J.B.F.Silva
- Sobralia infundibuligera Garay & Dunst.
- Sobralia kermesina Garay
- Sobralia kerryae Dressler
- Sobralia klotzscheana Rchb.f.
- Sobralia kruskayae Dressler
- Sobralia labiata Warsz. & Rchb.f.
- Sobralia lacerata Dressler & Pupulin
- Sobralia lancea Garay
- Sobralia lentiginosa Dressler & Pupulin
- Sobralia leucoxantha Rchb.f.
- Sobralia liliastrum Lindl.
- Sobralia lindleyana Rchb.f.
- Sobralia lowii Rolfe
- Sobralia lozanoi Baranow & Szlach.
- Sobralia luerorum Dodson
- Sobralia luteola Rolfe
- Sobralia macdougallii Soto Arenas, Pérez-García & Salazar
- Sobralia macra Schltr.
- Sobralia macrantha Lindl.
- Sobralia macrophylla Rchb.f.
- Sobralia madisonii Dodson
- Sobralia maduroi Dressler
- Sobralia malmiana Pabst
- Sobralia malmquistiana Schltr.
- Sobralia margaritae Pabst
- Sobralia mariannae Dressler
- Sobralia minutiflora Baranow
- Sobralia montezumae Baranow & Szlach.
- Sobralia mucronata Ames & C.Schweinf.
- Sobralia mutisii P.Ortiz
- Sobralia neudeckeri Dodson
- Sobralia nutans Dressler
- Sobralia odorata Schltr.
- Sobralia oliva-estevae Carnevali & I.Ramírez
- Sobralia oroana Dodson
- Sobralia pakaraimense Baranow & Szlach.
- Sobralia paludosa Linden
- Sobralia paradisiaca Rchb.f.
- Sobralia pardalina Garay
- Sobralia paulancalmoi J.Linares
- Sobralia persimilis Garay
- Sobralia pfavii Schltr.
- Sobralia piedadiae Dodson
- Sobralia piedrahitae P.Ortiz
- Sobralia portillae Christenson
- Sobralia powellii Schltr.
- Sobralia pulcherrima Garay
- Sobralia pumila Rolfe
- Sobralia purpurea Dressler
- Sobralia purpurella Dressler & Bogarín
- Sobralia quadricolor Endrés & Rchb.f. ex Szlach., Kolan. & Baranow
- Sobralia quinata Dressler
- Sobralia rarae-avis Dressler
- Sobralia recta Dressler
- Sobralia rhizophorae Cornejo & Dodson
- Sobralia rigidissima Linden ex Rchb.f.
- Sobralia rinconiana Serracín, Samudio & Bogarín
- Sobralia roezlii Rchb.f.
- Sobralia rogersiana Christenson
- Sobralia romeroana Baranow & Szlach.
- Sobralia rondonii Hoehne
- Sobralia rosea Poepp. & Endl.
- Sobralia roseoalba Rchb.f.
- Sobralia ruckeri Linden & Rchb.f.
- Sobralia ruparupaensis D.E.Benn. & Christenson
- Sobralia rupicola Kraenzl.
- Sobralia sanchezjosana H.Medina, J.Portilla & I.Portilla
- Sobralia sancti-josephi Kraenzl.
- Sobralia sanctorum Dressler & Bogarín
- Sobralia sanfelicis Dressler
- Sobralia schultzei Schltr.
- Sobralia scopulorum Rchb.f.
- Sobralia sessilis Lindl.
- Sobralia setigera Poepp. & Endl.
- Sobralia sobralioides (Kraenzl.) Garay
- Sobralia sororcula Dressler
- Sobralia sotoana Dressler & Bogarín
- Sobralia speciosa C.Schweinf.
- Sobralia splendida Schltr.
- Sobralia stefaniae Archila, Chiron & Szlach.
- Sobralia stenophylla Lindl.
- Sobralia stevensonii Dodson
- Sobralia suaveolens Rchb.f.
- Sobralia tamboana Dodson
- Sobralia tapascoorum Baranow & Szlach.
- Sobralia theobromina Dressler
- Sobralia tricolor Dressler
- Sobralia turkeliae Christenson
- Sobralia turrialbina Dressler, M.Acuña & Pupulin
- Sobralia undatocarinata C.Schweinf.
- Sobralia uribei P.Ortiz
- Sobralia valida Rolfe
- Sobralia vallecaucana Baranow, Szlach. & Dudek
- Sobralia violacea Linden ex Lindl.
- Sobralia virginalis Peeters & Cogn.
- Sobralia warszewiczii Rchb.f.
- Sobralia weberbaueriana Kraenzl.
- Sobralia wilsoniana Rolfe
- Sobralia withneri D.E.Benn. & Christenson
- Sobralia xantholeuca B.S.Williams
- Sobralia yaninae J.Linares & Ancalmo
- Sobralia yauaperyensis Barb.Rodr.
- Sobralia zebrina Dressler & Pupulin

Wykaz hybryd
- Sobralia × intermedia P.H.Allen